# Aszlan Maszhadov

Aszlan Alijevics Maszhadov (Csecsenül: Масхадан Али кант Аслан, Latinul: Masxadan Ali kant Aslan, Oroszul: Аслан Алиевич Масхадов) (1951. szeptember 21. – 2005. március 8.) a csecsen szeparatista megmozdulás egyik vezére volt. Sokan az első csecsen háború sikerét is neki tulajdonítják, amely egy ideig biztosította Csecsenföld részleges függetlenségét. 1997 januárjában Maszhadovot Csecsenföld elnökének választották. A második csecsen háborút követően Maszhadov visszatért a gerillamozgalom élére az oroszok ellen. 2005 márciusában ölték meg orosz katonák egy észak-csecsenföldi faluban.

## Élete
Maszhadov Kazahsztánban született 1951-ben, a csecsenek kitelepítésének idején. Családja 1957-ben tért vissza Csecsenföldre. Csatlakozott a vörös hadsereghez, a szomszédos Grúziában képezték ki, 1972-re végezte el a Tbiliszi Tüzérségi Iskolát. Elvégezte a szentpétervári katonai akadémiát 1981-ben, majd először Magyarországon szolgált. 1990-től a szovjet rakéta és tüzérségi erők helyi parancsnoka volt Vilniuszban, ahol végignézhette a litván függetlenségi megmozdulás sikertelen elfojtását. 1992-ben nyugdíjazták az orosz hadseregből és visszatért Csecsenföldre.
A Szovjetunió szétesése után Maszhadov a kialakuló csecsen hadsereg egyik vezetője lett, a volt szovjet tábornok, Dzsohar Dudajev parancsnoksága alatt.